# Albin Wolf
Albin Wolf (28 de outubro de 1920 - 2 de abril de 1944) foi um piloto alemão da Luftwaffe durante a Segunda Guerra Mundial. Voou 416 missões de combate, nas quais abateu 144 aeronaves inimigas, o que fez dele um ás da aviação. Foi morto em combate após ser abatido por artilharia antiaérea.